# Koyote
 (janvier 2012).
Si vous disposez d'ouvrages ou d'articles de référence ou si vous connaissez des sites web de qualité traitant du thème abordé ici, merci de compléter l'article en donnant les références utiles à sa vérifiabilité et en les liant à la section « Notes et références ».

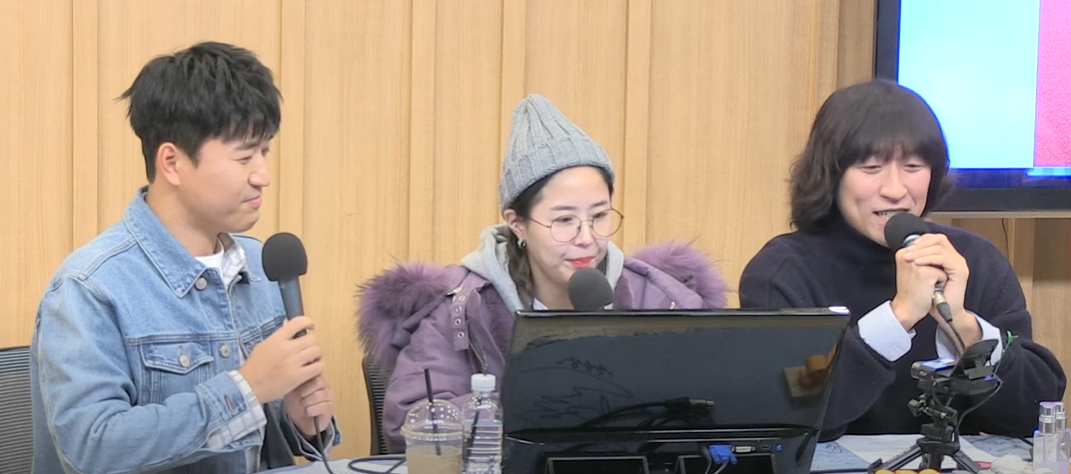

Koyote (코요태) est un groupe sud-coréen de dance hip-hop, composé de trois membres : Kim Jong Min, Shin Ji, et Bbaek Ga. Ce groupe est principalement connu pour ses musiques dance-pop. 

## Histoire
Koyote fait ses débuts en 1998, composé des membres Shin Ji, Cha Seung Min, et Kim Goo. 

## Récompenses
En 2005, Koyote remporte le Daesang KBS (équivalent du Grammy Award) dans la catégorie "artiste de l'année".